# Pedro Rocha
Pour les articles homonymes, voir Rocha et Franchetti.
Pedro Virgilio Rocha Franchetti (né le 3 décembre 1942 à Salto en Uruguay, et mort le 2 décembre 2013, la veille de ses 71 ans) est un joueur et entraîneur de football uruguayen.

## Biographie
Il est connu pour avoir participé à quatre coupes du monde consécutives pour l'équipe d'Uruguay de football : 1962, 1966, 1970 et 1974. Il joue également la Copa América 1967.
Au niveau de club, il joue la plupart de sa carrière tout d'abord en Uruguay (au Peñarol) puis au Brésil (au São Paulo Futebol Clube).
Au Peñarol, il remporte huit championnats uruguayens (1959-1962, 1964, 1965, 1967, 1968), trois Copa Libertadores (1960, 1961 et 1966) la Coupe intercontinentale en 1966 et deux éditions de l'Uruguayan Copa Competencia en 1964 et 1967.
En 1970, Rocha rejoint São Paulo FC où il aide l'équipe à remporter le championnat pauliste en 1971 et 1975. Il est le meilleur buteur du championnat brésilien en 1972. En 1977 lors de sa dernière année au club, il remporte la Série A, premier titre du club de son histoire.
À la fin de sa carrière, il évolue à Coritiba où il gagne le championnat paranaense, à Palmeiras et à Bangu.
Son dernier club est au Mexique à Monterrey en 1980.
Il entraîne ensuite au Japon dans la J. League, les Kyoto Purple Sanga en 1997, après avoir entraîné l'International au Brésil et le Sporting CP au Portugal